# Ray Gallagher
Ray Gallagher (San Francisco, 17 aprile 1885 – Camarillo, 6 marzo 1953) è stato un attore statunitense.

## Filmografia parziale
- Her Life's Story, regia di Joe De Grasse (1914)
- Maid of the Mist, regia di Joe De Grasse (1915)
- The Grind, regia di Joe De Grasse (1915)
- Wanted: A Leading Lady, regia di Al Christie (1915)
- La sete dell'oro (The Trail of '98), regia di Clarence Brown (1928)
- Naufraghi dell'amore (Half a Bride), regia di Gregory La Cava (1928)
- La vacanza del peccatore (Sinners' Holiday), regia di John G. Adolfi (1930)
- Desert Guns, regia di Charles Hutchison (1936)